# Thelonne
Thelonne és un municipi francès situat al departament de les Ardenes i a la regió del Gran Est. L'any 2007 tenia 346 habitants.

## Demografia

### Població
El 2007 la població de fet de Thelonne era de 346 persones. Hi havia 134 famílies de les quals 28 eren unipersonals (12 homes vivint sols i 16 dones vivint soles), 45 parelles sense fills, 57 parelles amb fills i 4 famílies monoparentals amb fills.
La població ha evolucionat segons el següent gràfic:
Habitants censats

### Habitatges
El 2007 hi havia 140 habitatges, 135 eren l'habitatge principal de la família, 2 eren segones residències i 3 estaven desocupats. 136 eren cases i 3 eren apartaments. Dels 135 habitatges principals, 121 estaven ocupats pels seus propietaris, 9 estaven llogats i ocupats pels llogaters i 5 estaven cedits a títol gratuït; 1 tenia una cambra, 8 en tenien dues, 13 en tenien tres, 42 en tenien quatre i 71 en tenien cinc o més. 102 habitatges disposaven pel capbaix d'una plaça de pàrquing. A 62 habitatges hi havia un automòbil i a 64 n'hi havia dos o més.

### Piràmide de població
La piràmide de població per edats i sexe el 2009 era:
| Homes | Edats   | Dones |
| ----- | ------- | ----- |
| 0     | 95 o +  | 0     |
| 0     | 90 a 94 | 0     |
| 0     | 85 a 89 | 0     |
| 4     | 80 a 84 | 0     |
| 0     | 75 a 79 | 4     |
| 12    | 70 a 74 | 12    |
| 8     | 65 a 69 | 8     |
| 8     | 60 a 64 | 4     |
| 20    | 55 a 59 | 8     |
| 8     | 50 a 54 | 16    |
| 4     | 45 a 49 | 8     |
| 8     | 40 a 44 | 8     |
| 12    | 35 a 39 | 8     |
| 8     | 30 a 34 | 4     |
| 20    | 25 a 29 | 12    |
| 16    | 20 a 24 | 8     |
| 8     | 15 a 19 | 4     |
| 4     | 10 a 14 | 4     |
| 12    | 5 a 9   | 4     |
| 8     | 0 a 4   | 8     |

## Economia
El 2007 la població en edat de treballar era de 219 persones, 164 eren actives i 55 eren inactives. De les 164 persones actives 153 estaven ocupades (82 homes i 71 dones) i 11 estaven aturades (5 homes i 6 dones). De les 55 persones inactives 17 estaven jubilades, 15 estaven estudiant i 23 estaven classificades com a «altres inactius».

### Ingressos
El 2009 a Thelonne hi havia 138 unitats fiscals que integraven 364 persones, la mediana anual d'ingressos fiscals per persona era de 16.635,5 €.

### Activitats econòmiques
Dels 7 establiments que hi havia el 2007, 1 era d'una empresa de construcció, 4 d'empreses de comerç i reparació d'automòbils, 1 d'una empresa d'hostatgeria i restauració i 1 d'una empresa classificada com a «altres activitats de serveis».
Dels 2 establiments de servei als particulars que hi havia el 2009, 1 era una lampisteria i 1 perruqueria.
L'únic establiment comercial que hi havia el 2009 era una carnisseria.
L'any 2000 a Thelonne hi havia 7 explotacions agrícoles que ocupaven un total de 369 hectàrees.

## Poblacions més properes
El següent diagrama mostra les poblacions més properes.